# 童兆登
童兆登（？—？），浙江慈溪人，明朝政治人物。
天啓四年（1624年）甲子科舉人，崇禎四年（1631年），登辛未科進士，礼部观政，接替李獻廷，擔任南直隶常州府宜興縣知縣，七年因民變去官。由石確接任知縣。八年补太平府经历，九年升广东吴川县知县，十一年升刑部广东司主事，十三年升浙江司员外郎、贵州司郎中，出任大名府知府。